# Viralt fenomen

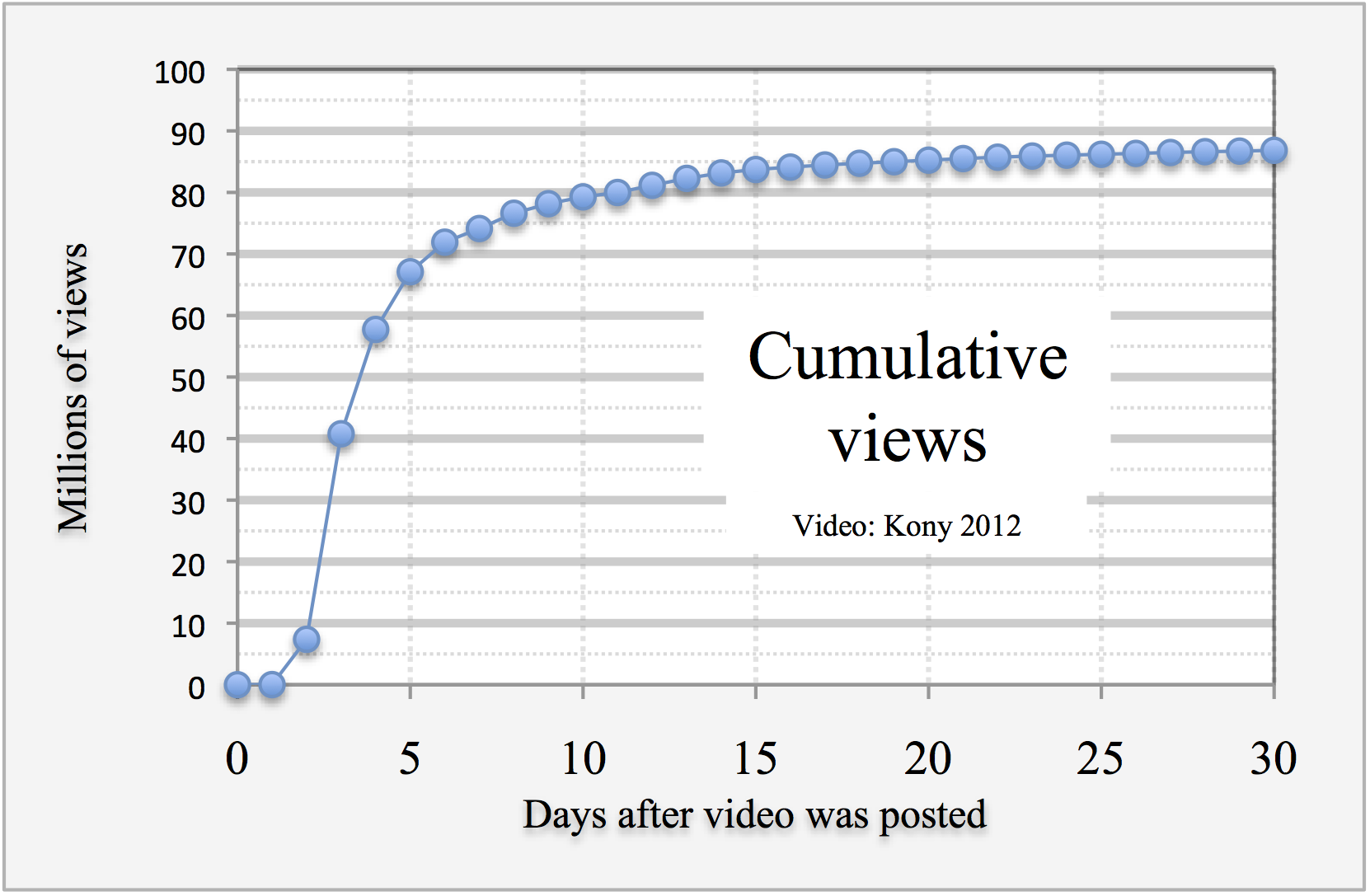
Ett diagram som visar hur ett videoklipp blev ett viralt fenomen. Lodrätt anges miljoner visningar och horisontalt antal dagar sedan det publicerades.

Ett viralt fenomen är något som blir omtalat och snabbt kopieras och sprids av många människor inom deras sociala nätverk. Termen är en modern analogi mellan hur fotografier, videoklipp, tidskriftsartiklar, trender och personer blir kända Internetfenomen genom att delas och gillas på sociala medier och mellan hur virus snabbt replikeras mellan olika individer under en epidemi. Innehåll på mediasajter som Youtube som får hög klickfrekvens rekommenderas automatiskt till många besökare av webbplatsen, får då ännu högre klickfrekvens och kan därmed blir viralt.
En viralsajt är en webbplats som eftersträvar hög klickfrekvens och många delningar på sociala medier snarare än att vara känd för sin trovärdighet. Exempel på svenska viralsajter är Newsner, Lajkat och Omtalat. Sådana sidor använder sig oftast av klickbete i form av sensationella rubriker.
Viral, i betydelsen att det sprids snabbt via internet, finns belagt i svenskan sedan 1999. Viral gällande filmer och dylikt åtminstone sedan 1980-talet.
Internetmemer är ett besläktat begrepp som avser idéer och kulturell information som snabbt utvecklas, kopieras och sprids via Internet. Begreppet mem avsåg ursprungligen idéer, normer och kunskap inom mänsklig kultur, och är en anspelning på att de tävlar med varandra, kopieras, korsbefruktas och vidareutvecklas likt biologins gener.